# Paracalicha olivacearia
Paracalicha olivacearia là một loài bướm đêm trong họ Geometridae.